# Agata Chaliburda
Agata Chaliburda (ur. 22 listopada 1988) – polska koszykarka grająca na pozycji silnej skrzydłowej (PF). Obecnie zawodniczka polskiego klubu Ford Germaz Ekstraklasy - KSSSE AZS PWSZ Gorzów Wielkopolski.

## Kluby
- 1999-2004  UKS Orlik 2 - Biała Podlaska
- 2007-2011  KSSSE AZS PWSZ Gorzów Wielkopolski
- 2013-2014  MKK Siedlce

## Osiągnięcia
- Ford Germaz Ekstraklasa 2007/2008

klub:  KSSSE AZS PWSZ Gorzów Wielkopolski -  medal
- Ford Germaz Ekstraklasa 2008/2009

klub:  KSSSE AZS PWSZ Gorzów Wielkopolski -  medal
- Ford Germaz Ekstraklasa 2009/2010

klub:  KSSSE AZS PWSZ Gorzów Wielkopolski -  medal